# 笹子バスストップ
笹子バスストップ（ささごバスストップ）は、山梨県大月市にある中央自動車道上のバス停留所である。
バス事業者では「中央道笹子」と案内している。

## 停車する路線
下りは降車専用・上りは乗車専用となっている。
中央高速バス
- 甲府線（京王バス・富士急バス・山梨交通） ※特急便は通過
中央道真木 - 中央道笹子 - 中央道甲斐大和

## バス停へのアクセス
- JR中央本線笹子駅からタクシーで10分。
- 大月駅・初狩駅・笹子駅から富士急バスを利用、笹子原または原公民館前バス停より徒歩7分。